# Devaraja
"Devarāja" es un término sánscrito que puede tener varios significados como "rey dios" o "rey de los dioses". En el antiguo Imperio jemer en Camboya el término era utilizado en segundo sentido, pero solo en la parte sánscrita de la inscripción K. 235 de Sdok Kak Thom (en la moderna Tailandia), una inscripción fechada el 8 de febrero de 1053, que hace referencia a la frase jemer kamrateṅ jagat ta rāja (Señor del Universo que es Rey) que describe a la deidad del Imperio jemer mencionada en la inscripción K. 682 de Chok Gargyar (K``oh Ker) de 921 o 922 d. C.

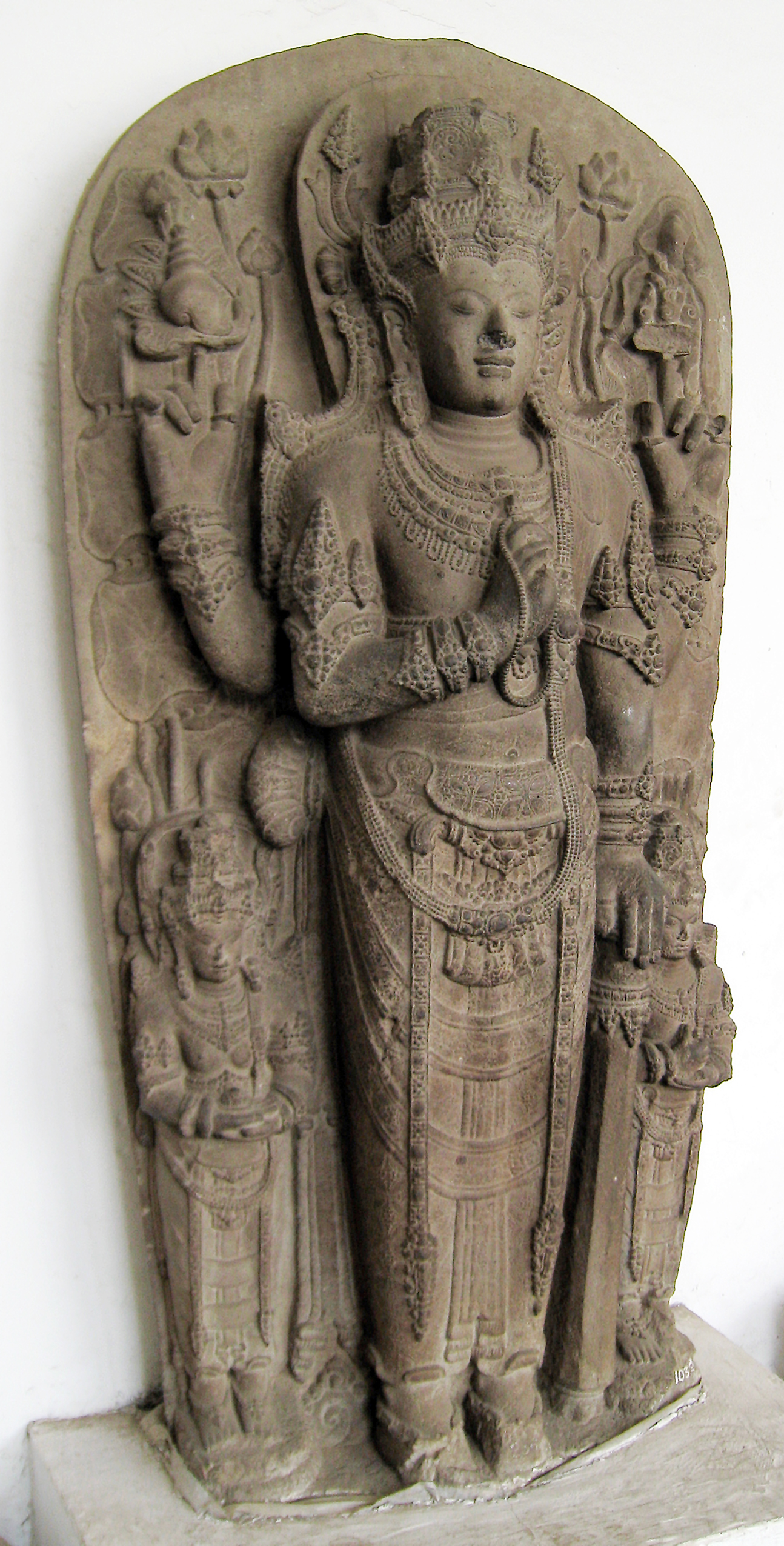
La estatua de Harihara, la fusión de dios Shiva y Vishnu, como el retrato deificado mortuorio del rey Kertarajasa de Majapahit. Reverendo al rey como dios encarnado en la tierra es el concepto de devaraja.

## Imperio Jemer y Jayavarman II
En la inscripción de Sdok Kăk Thoṃ, un miembro de una familia brahmán describía a sus ancestros desde la época de Jayavarman II (en camboyano: ជ័យវរ្ម័នទី២), que en el siglo IX mediante el matrimonio con la hija de un rey local de la región de Angkor fundó un reino que culminaría en el fabuloso Imperio Jemer, y que eran responsables del culto de los devarāja (kamrateṅ jagat ta rāja). Los historiadores datan el reinado de Jayavarman II de 802 a 850, pero las fechas de estas inscripciones son de origen posterior (siglo XI) y sin base histórica. Algunos estudiosos han intentado identificar a Jayavarman II con Jayavarman Ibis, conocido por sus inscripciones de Práḥ Thãt Práḥ Srĕi al sur de Kompoṅ Čàṃ (K. 103, fechada en torno al 20 de abril de 770 y de Lobŏ’k Srót en las cercanías de of Kračèḥ  cerca de la antigua ciudad de  Śambhupura (K. 134, fechada en el 781). La inscripción de Sdok Kăk Thoṃ  fue grabada unos 250 años después del reinado de Jayavarman II, y en ella se afirma que un sacerdote brahmán llamado Hiraṇyadāman realizó un ritual del culto de los devarāja (en camboyano: ទេវរាជា) que convirtió al rey en un cakravartin o "monarca universal", un título nunca conocido antes en territorio jemer.